# Warendorf
Warendorf (westfälisch Warnduorp) ist eine mittlere kreisangehörige Stadt und die Kreisstadt des Kreises Warendorf. Sie liegt im Regierungsbezirk Münster im Norden Nordrhein-Westfalens. Überregional bekannt ist die Stadt durch die jährlichen Hengstparaden des Nordrhein-Westfälischen Landgestüts.

## Geografie
Warendorf liegt an der Ems im östlichen Münsterland. Dieser Teil der Westfälischen Tieflandsbucht ist von intensiver, allerdings relativ kleinteiliger landwirtschaftlicher Nutzung geprägt; wegen des abwechslungsreichen Bilds, das Äcker, Wiesen, Weiden, kleine Wäldchen und Wallhecken ergeben, spricht man von der „Münsterländer Parklandschaft“.
Die nächste Großstadt ist das etwa 30 km westlich gelegene Münster. Weitere Großstädte in der näheren Umgebung sind Osnabrück, etwa 40 km nördlich, Bielefeld, etwa 45 km östlich, und Hamm, etwa 35 km südlich.

### Nachbargemeinden
Warendorf grenzt an folgende Städte und Gemeinden (die Aufzählung erfolgt von Norden im Uhrzeigersinn): Sassenberg, Beelen, Ennigerloh, Sendenhorst, Everswinkel, Telgte, Ostbevern und Glandorf (in Niedersachsen).

### Stadtgliederung

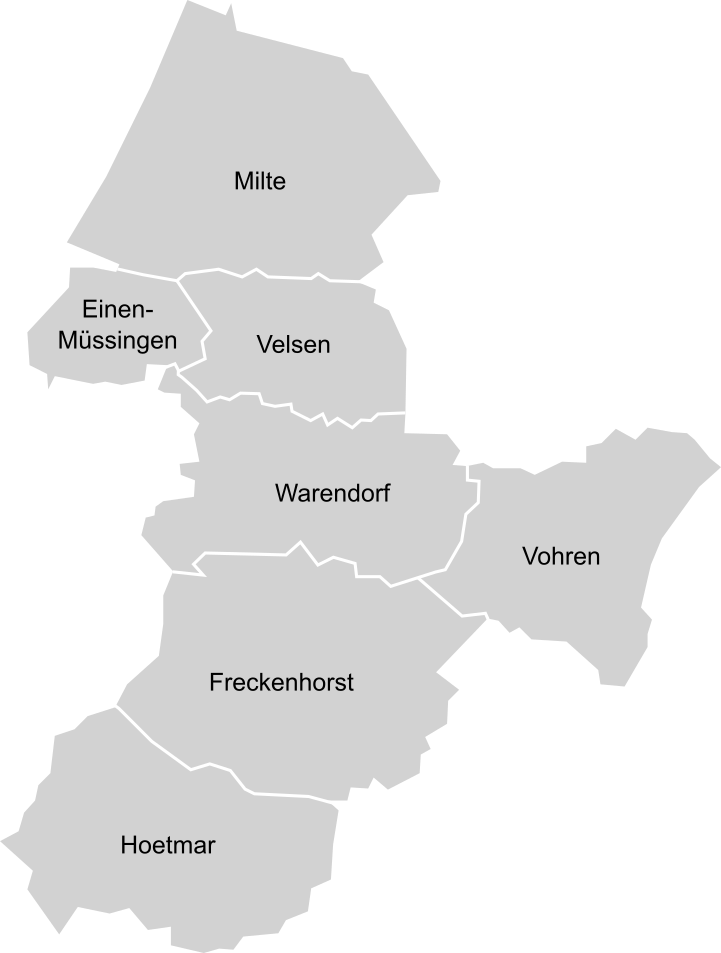
Ortsteile von Warendorf (auch die, die nicht offiziell als Ortsteil ausgewiesen sind, jedoch auf einer alten Gemeinde basieren)

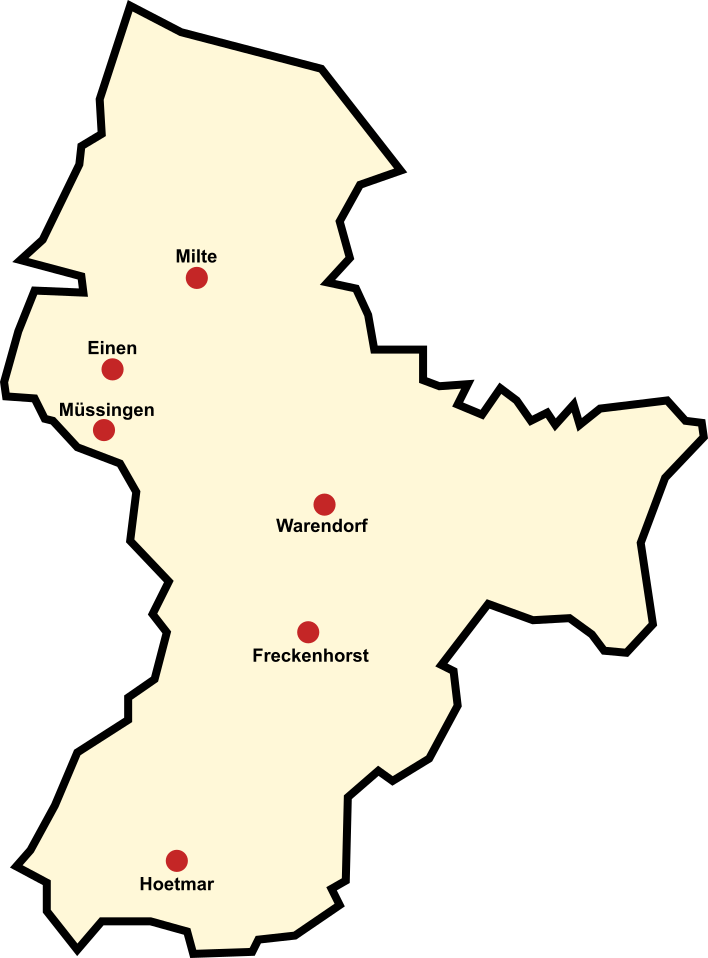
Ortsteile von Warendorf

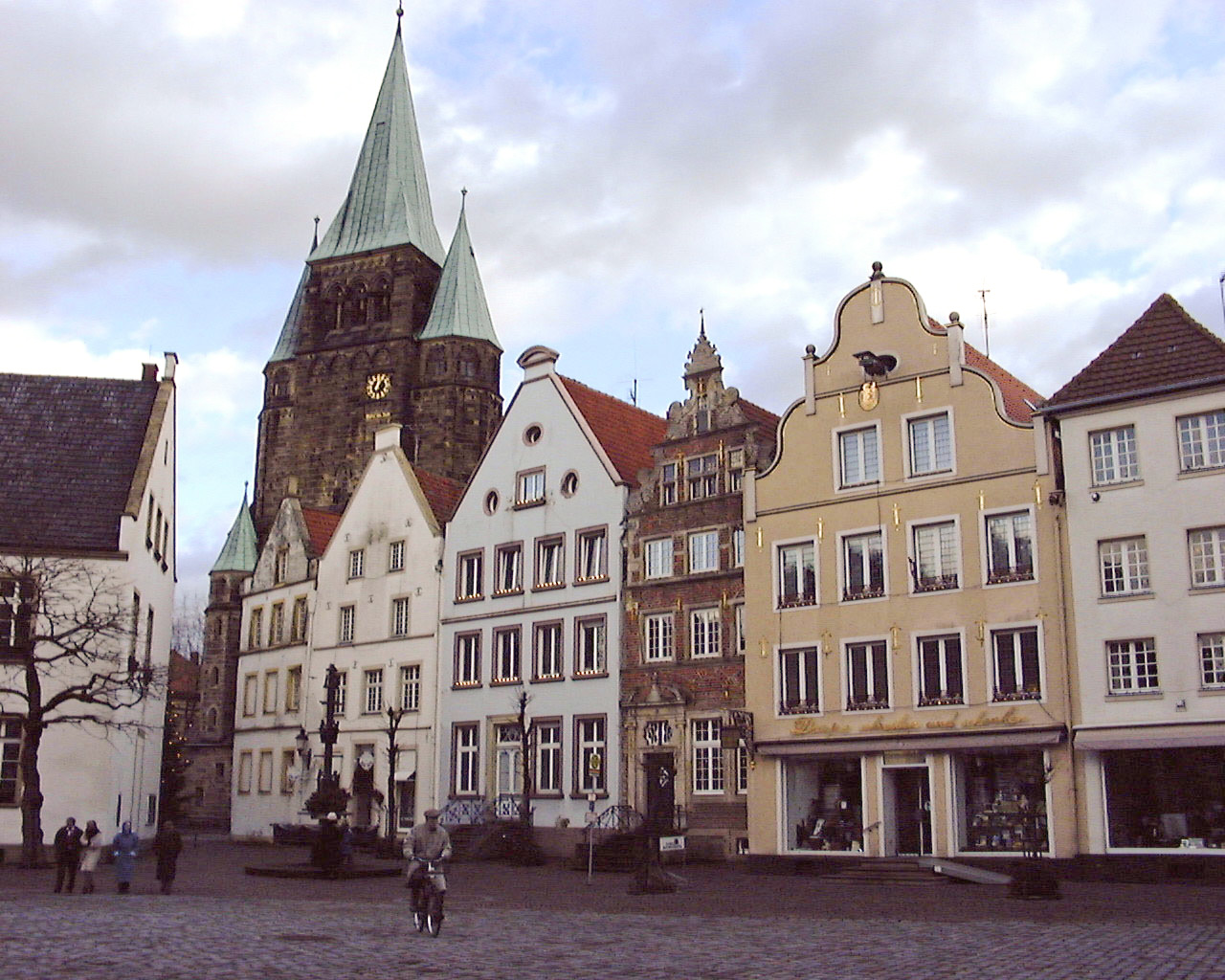
Blick auf den Warendorfer Marktplatz mit der Laurentiuskirche

Seit der kommunalen Neugliederung 1975 besteht Warendorf aus fünf Stadtteilen. Neben der beiderseits der Ems gelegenen Kernstadt sind dies die Ortsteile Milte und Einen/Müssingen im Norden des Stadtgebiets, sowie Freckenhorst und Hoetmar im Süden.

## Geschichte
Im 9. Jahrhundert gingen der Ursprung und der Name Warendorfs auf den uralten sächsischen Oberhof Warantharpa („Das Dorf am Uferdamm“) zurück, der wahrscheinlich schon vor 700 n. Chr. bestand. Zwischen 1197 und 1201 wird Warendorf zur Stadt. Etwa in dieser Zeit wird neben der bereits bestehenden Pfarrgemeinde, zu der die „Alte Kirche“ (St. Laurentius) gehört, eine zweite Pfarrgemeinde im Westen der Innenstadt mit der „Neuen Kirche“ (St. Marien) gegründet. Eine Urkunde über die Verleihung der münsteranischen Stadtrechte im mittelalterlichen Rechtssinn fehlt allerdings wie in Münster, da während der Herrschaft der Täufer sämtliche Urkunden und Dokumente vernichtet wurden. Zur Stadtwerdung hat insbesondere Bischof Hermann II. von Katzenelnbogen (Bischof 1173–1202) beigetragen.
Im Jahre 1224 erfolgte die erste urkundliche Erwähnung Warendorfs als Civitas, das heißt als bürgerlich-städtische Gemeinde. Der Wohlstand der Warendorfer wuchs stetig an. 1255 kam es zum Anschluss an den Rheinischen Landfriedensbund zum Schutz der Kaufleute vor Wegelagerern. Warendorf entwickelte sich in dieser Zeit mehr und mehr zu einer wichtigen Handels- und Hansestadt, da es geografisch günstig zwischen westlich-östlich Münster und Oelde und nördlich-südlich zwischen Osnabrück und Soest liegt. Diese Handelsbeziehungen dürften z. B. die Ansiedelung von Familienzweigen der Warendorfs in Münster und Lübeck begünstigt haben. Außerdem profitierte Warendorf von der Produktion und dem Handel mit Leinen. Die wohlhabenden Warendorfer siedelten am Marktplatz, in der Ems- und an der Oststraße. Auch heute wird das Warendorfer Stadtbild von dieser Stadtkulisse geprägt. Die ärmere Bevölkerung lebte dagegen in einfachen Häusern mit gestampftem Lehmboden, der teilweise schlechter als der Straßenbelag war. Die schlechten Lebensbedingungen führten zu Seuchen und Krankheiten.
Im Jahre 1404 ereignete sich in Warendorf ein Stadtbrand, dem neben 600 Häusern auch die Alte Kirche (St. Laurentius) und das Rathaus mit allem Inventar zum Opfer fielen. Eine große Holztafel im Rathaus erinnert an den Stadtbrand.
Im Jahre 1533 breitete sich wie in Münster eine Täuferbewegung in Warendorf aus. Diese übernahm im Oktober 1534 für eine Woche die Macht in der Stadt, bis sie nach einer kurzen Besetzung durch Bischof Franz von Waldeck beendet wurde. Vier täuferische Apostel und die Warendorfer Rädelsführer wurden zum Tode verurteilt und auf dem Marktplatz durch das Schwert gerichtet. Zur Abschreckung wurden die Leichen der „Apostel“ an den vier Stadttoren aufs Rad gelegt. Als Folge verlor Warendorf die Stadtrechte und erlangte sie sukzessive ab 1542 wieder; die freie Wahl des Rates erst im Jahre 1556 unter Bischof Franz’ Nachfolger. Die Täuferbewegung hielt sich bis ins 17. Jahrhundert hinein im Untergrund, ohne eine Gefahr für Stadt und Kirche zu bedeuten.

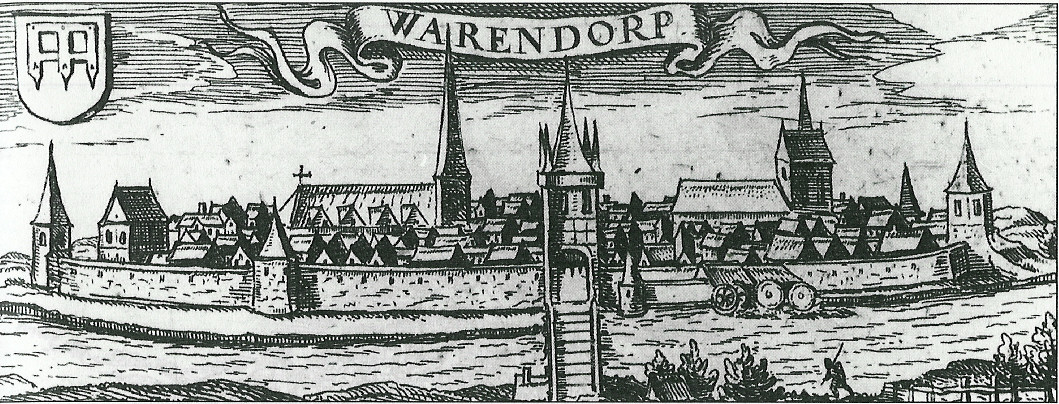
Warendorf im Jahre 1616

Zwischen 1627 und 1632 kam es zum erneuten Verlust des Stadtrechts während der Glaubenskämpfe im Dreißigjährigen Krieg. Von 1657 stammt die erste Erwähnung des Fettmarkts. Dieser Markt ist bis in die heutige Zeit ein wichtiger Jahrmarkt geblieben. 1741 brach ein weiterer großer Stadtbrand aus, dem die Neue Kirche (St. Marien) und 332 Häuser zum Opfer fielen. Durch den dadurch bedingten Fortzug vieler Handwerker geriet Warendorf in zunehmenden wirtschaftlichen Niedergang.
1802 kam Warendorf unter preußische Oberherrschaft. Die einst blühende Stadt verarmte. 1826 erfolgte die Gründung des Westfälischen Landgestüts in Warendorf durch die preußische Gestütsverwaltung. 1887 wurde die Eisenbahnlinie Münster–Warendorf–Rheda eröffnet. Im Zuge dessen wurde das erste Bahnhofsgebäude errichtet. Es ist erhalten, wird jedoch nicht mehr als Bahnhofsgebäude genutzt. Für den Anschluss der Strecke aus Beckum wurde 1902 ein neues Bahnhofsgebäude errichtet und in Betrieb genommen, fiel jedoch am 13. Januar 1995 einem Brand zum Opfer.
In den Jahren 1937 und 1938 wurde Warendorf Garnisonsstadt. Es wurden Kasernen im Norden der Stadt gebaut, in denen heute die Sportschule der Bundeswehr ansässig ist.

## Eingemeindungen
Am 1. Oktober 1945 wurde die Gemeinde Neuwarendorf eingegliedert. Am 1. Juli 1969 wurden die bisher selbstständigen Gemeinden Velsen und Vohren, die seit der Ausgliederung aus Altwarendorf im Jahr 1844 existierten, eingemeindet. Am 1. Januar 1975 erfolgte eine weitere kommunale Neugliederung durch die Integration der Gemeinden Einen und Milte und den Zusammenschluss mit der Stadt Freckenhorst. Der neue Kreis Warendorf wurde durch Zusammenschluss der Kreise Warendorf und Beckum gebildet. Warendorf wurde zur Kreisstadt bestimmt.

## Religionen

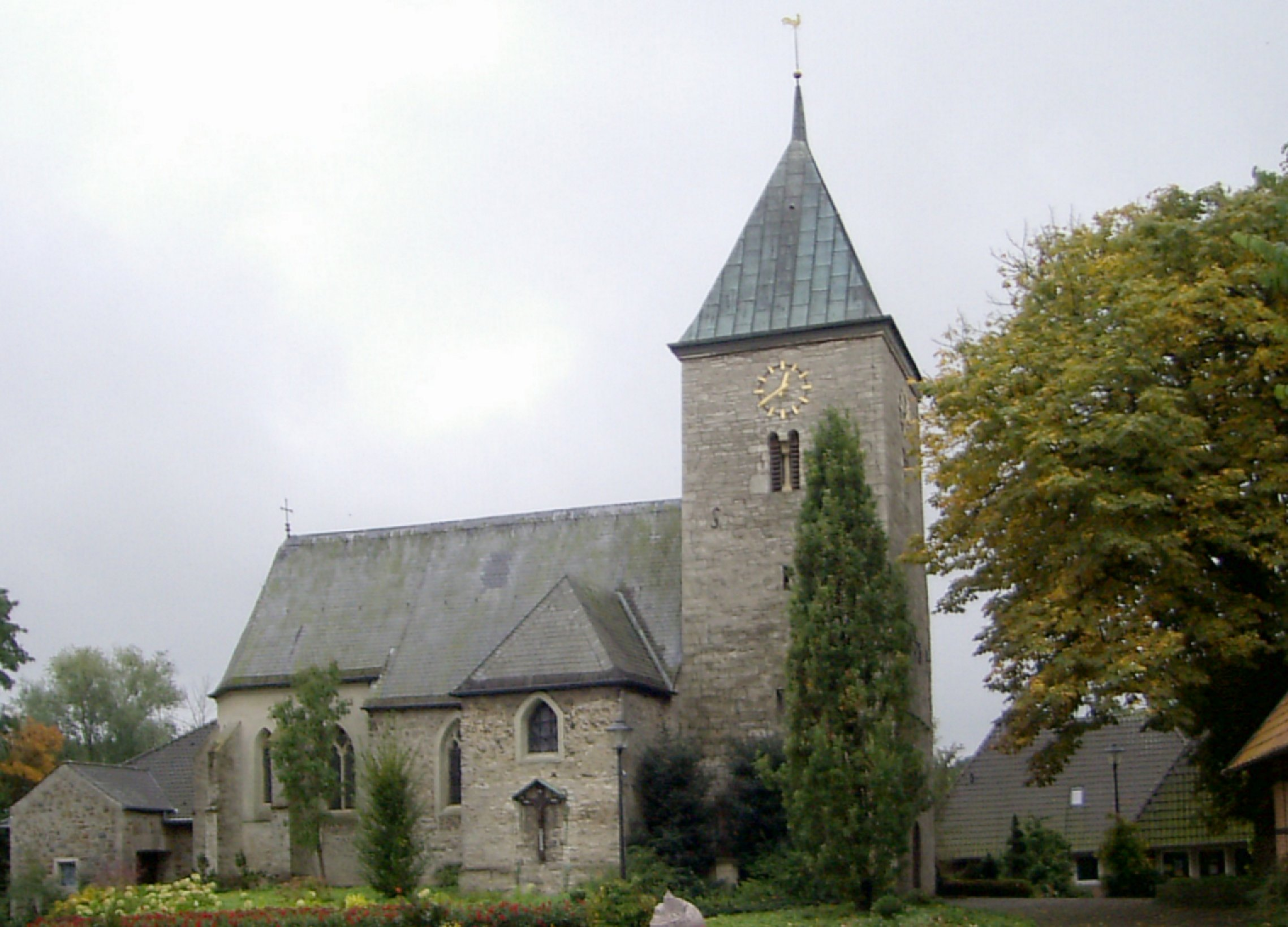
Katholische Kirche im Ortsteil Einen

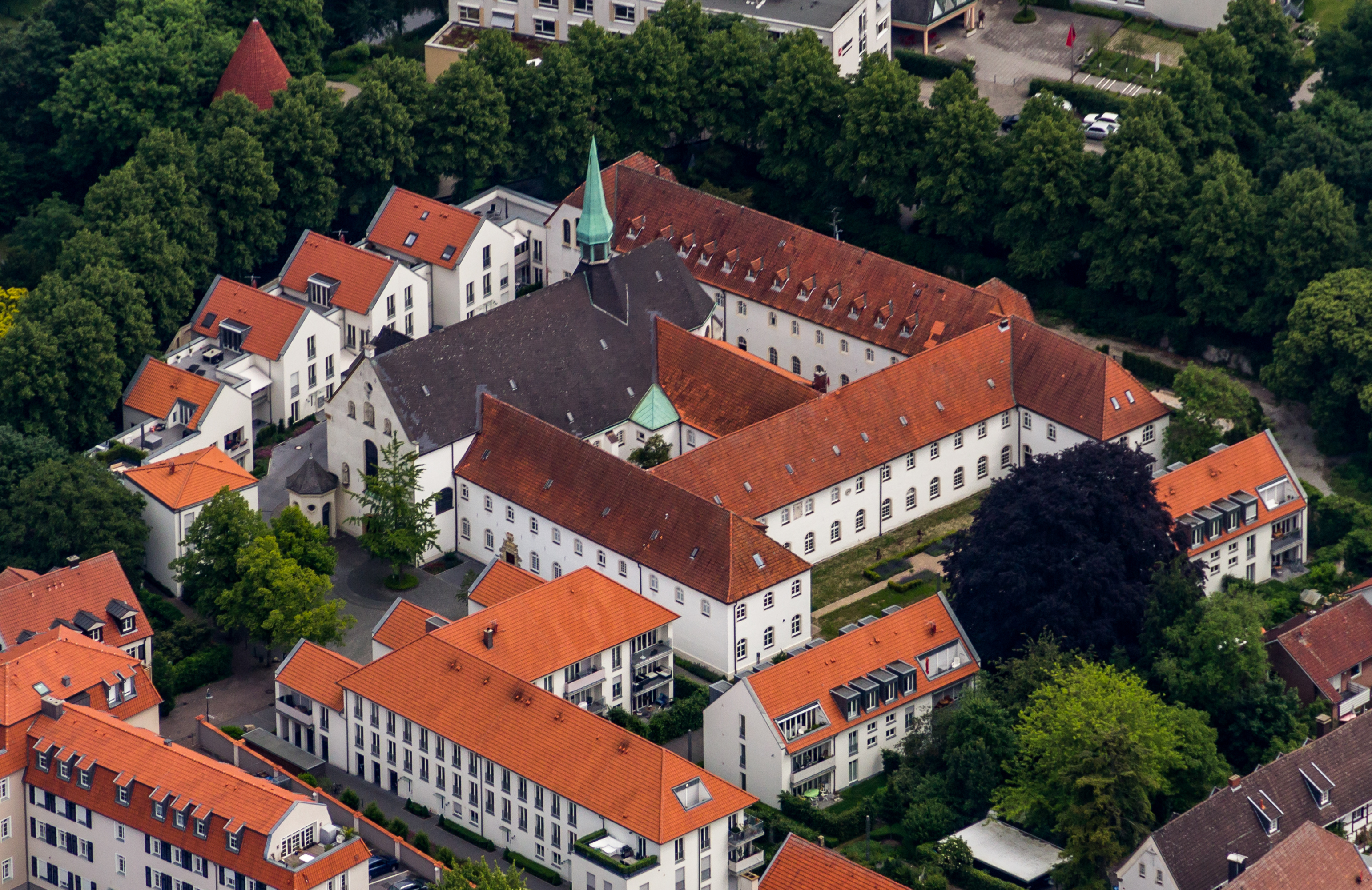
Franziskanerkloster

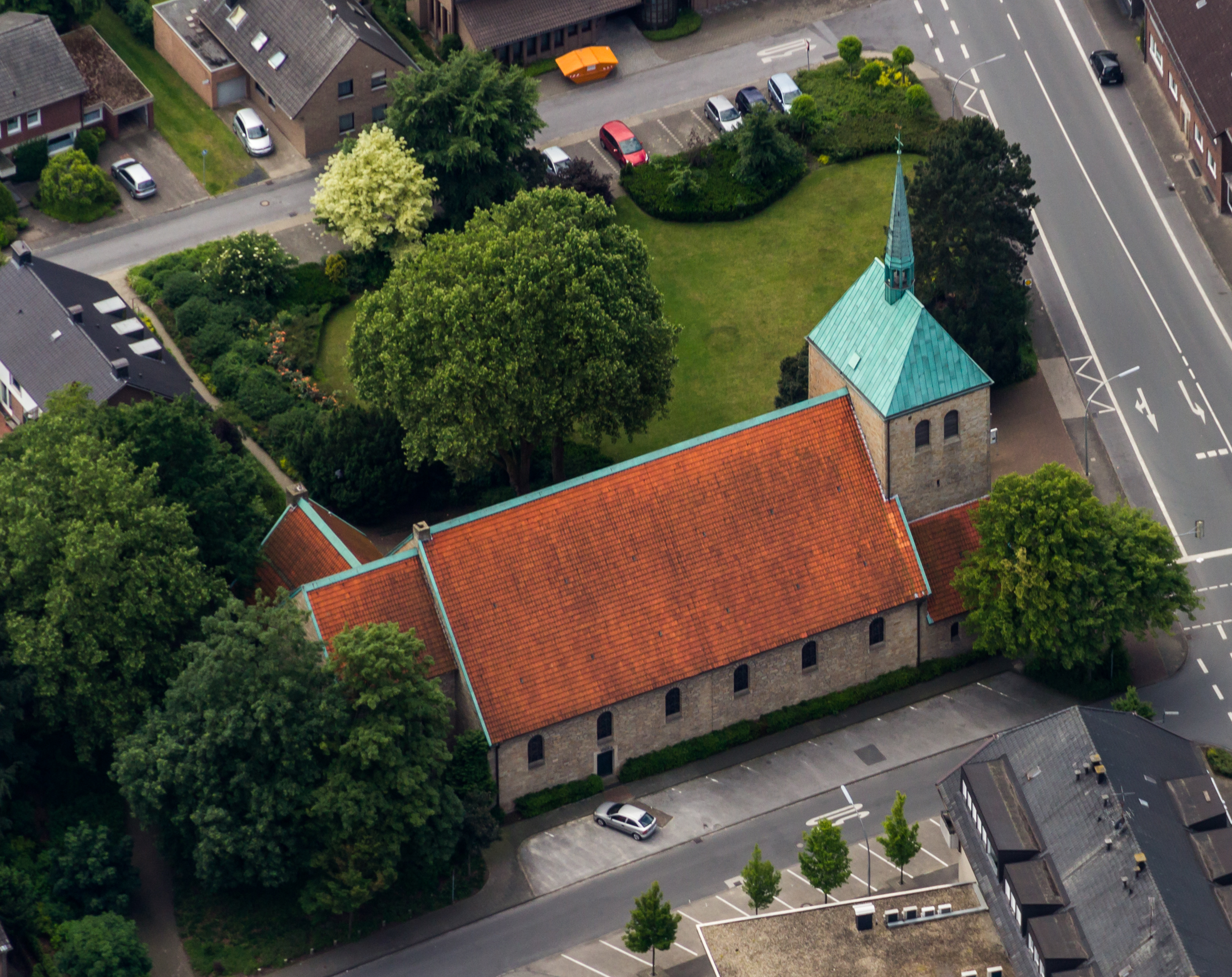
St.-Josef-Kirche (Luftbild, 2014)

Die Stadt ist überwiegend katholisch geprägt. Im Bereich der Kernstadt Warendorf befinden sich folgende Kirchengemeinden:
Die römisch-katholischen Gemeinden
- Sankt Laurentius (älteste Gemeinde der Stadt)
- Sankt Marien (zweitälteste Gemeinde der Stadt)
- Sankt Josef (jüngste Gemeinde der Stadt)

sowie ein Franziskanerkloster, in dessen Kirche sich eine Kanzel von 1771 des Bildhauers Johann Heinrich König aus Münster befindet.
Die drei katholischen Kirchengemeinden sind 2010 zur Gemeinde St. Laurentius fusioniert, das Franziskanerkloster wurde vom Orden an einen privaten Investor veräußert, der es nun zu Wohnungen umbaut. Außerdem ist in der ehemaligen Klosteranlage das Westpreußische Landesmuseum angesiedelt.
Im Ortsteil Einen befindet sich eine der ältesten noch im ursprünglichen Baustil erhaltenen Kirchen im Münsterland, an die im Jahre 1983 eine neue Kirche gebaut wurde. Man kann davon ausgehen, dass direkt neben einer der ältesten Kirchen der Region die neueste Kirche steht.
Die evangelische Kirchengemeinde, unterteilt in
- Warendorf-Nord
- Warendorf-Süd

Im Jahre 2005 hat sich ein CVJM (Christlicher Verein Junger Menschen) gegründet.
Außerdem gibt es eine neuapostolische Gemeinde, einen Königreichssaal der Zeugen Jehovas, eine mennonitische Gemeinde und eine evangelische Freikirche.
An der Wallpromenade befindet sich eine Moschee des türkisch islamischen Kulturvereins DiTIb.
Bis 1941 bestand die bedeutende Jüdische Gemeinde Warendorf. Die Gemeindemitglieder, die bis dahin noch nicht aus Deutschland vor der NS-Diktatur geflohen waren, wurden deportiert und schließlich ermordet. Nach Mai 1945 fanden wieder jüdische Gottesdienste in Warendorf statt. Spätestens seit 1949 gehören die Warendorfer Juden zur Jüdischen Gemeinde Münster. Die ehemalige Synagoge ist in veränderter Form erhalten. Verschiedene Gedenksteine erinnern an jüdisches Leben in Warendorf.

## Politik

### Stadtrat
Nach der Stadtratswahl am 13. September 2020 führte das Ergebnis zu folgender Sitzverteilung:
- Linke: 2
- SPD: 10
- Grüne: 10
- PARTEI: 1
- FW: 4
- FDP: 3
- CDU: 18

Die Stimmenanteile können dem Diagramm rechts entnommen werden.
Die Sitzverteilung im Stadtrat seit 2009 zeigt die folgende Tabelle:
| Partei/Liste                                      | Sitze | Sitze | Sitze |
| Partei/Liste                                      | 2020  | 2014  | 2009  |
| ------------------------------------------------- | ----- | ----- | ----- |
| Christlich Demokratische Union Deutschlands (CDU) | 18    | 20    | 19    |
| Sozialdemokratische Partei Deutschlands (SPD)     | 10    | 10    | 09    |
| Bündnis 90/Die Grünen                             | 10    | 06    | 06    |
| Freie Demokratische Partei (FDP)                  | 3     | 03    | 05    |
| Freie Wähler (FWG)                                | 4     | 03    | 05    |
| Die Linke                                         | 2     |       |       |
| Die PARTEI                                        | 1     |       |       |
| Gesamt                                            | 48    | 42    | 44    |

### Bürgermeister
Amtierender Bürgermeister ist seit dem 1. November 2020 der parteilose Peter Horstmann. Er gewann am 27. September 2020 die Stichwahl mit 76,10 % gegen den bisherigen Amtsinhaber Axel Linke.

### Wappen, Flagge und Dienstsiegel

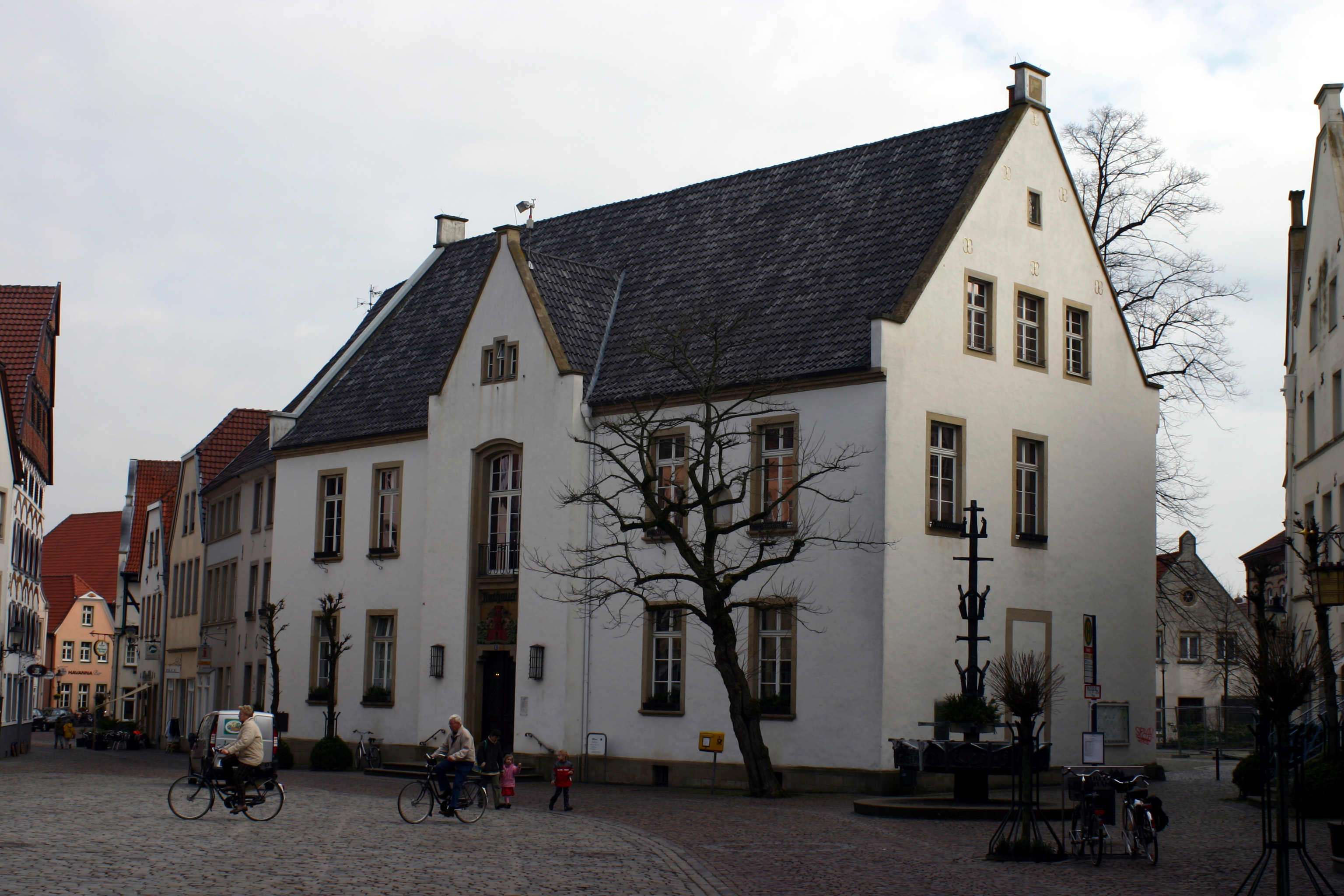
Rathaus Warendorf

Die Stadt führt ein Wappen, eine Flagge und ein Siegel.

Wappen
Wappen der ehem. Stadt Freckenhorst
Wappen der ehem. Gemeinde Hoetmar
Wappen der ehem. Gemeinde Milte
Hissflagge
Banner
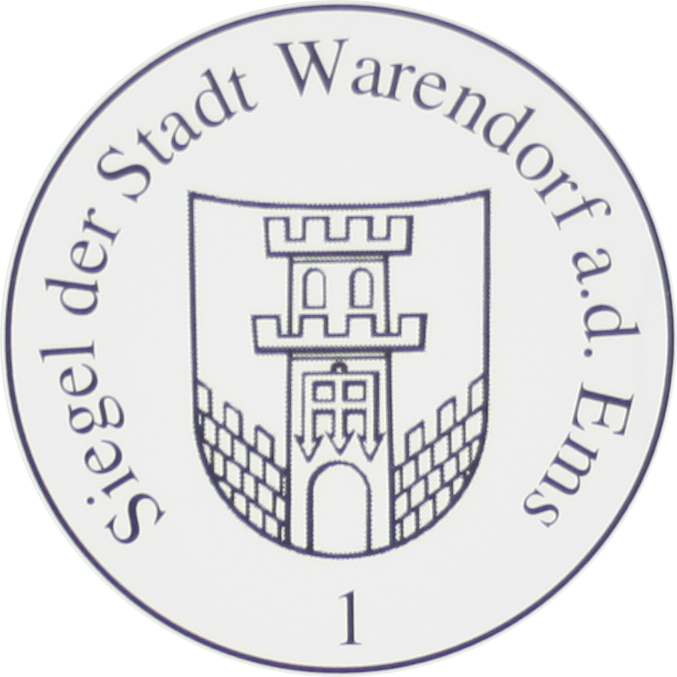
Dienstsiegel

Blasonierung
„In Gold (Gelb) ein roter Torturm mit doppeltem Zinnenkranz, offenem Tor mit darüber hängendem silbernen (weißen) Fallgatter und beiderseits anschließender, ansteigender roter Zinnenmauer.“
Das Wappen basiert auf dem ältesten erhaltenen Abdruck des Stadtsiegels, welches sich unter einem Vertrag mit der Stadt Köln von 1255 befindet. Es wurde in dieser Form zuletzt 1952 vom Stadtrat angenommen.
Beschreibung der Hissflagge
„Die Flagge zeigt die Farben weiß-blau-rot, und zwar viermal nebeneinander.“ Ihre Verwendung ist seit 1680 belegt.
Beschreibung des Banners
„Das Banner zeigt die Farben weiß-blau-rot, und zwar viermal nebeneinander mit dem Wappen in der oberen Hälfte. Es wird auch ohne Wappen gezeigt.“
Beschreibung des Dienstsiegels
„Die Stadt führt im Dienstsiegel das Stadtwappen mit der Umschrift „Siegel der Stadt Warendorf a.d.Ems“.“

### Städtepartnerschaften
Warendorf unterhält zu mehreren europäischen Städten teilweise langjährige Beziehungen. Bereits 1951 übernahm die Stadt die Patenschaft über das schlesische Reichenbach im Eulengebirge, da viele von dort Vertriebene im Kreis Warendorf aufgenommen worden waren.
Die längste Partnerschaft – seit 1965 – besteht zwischen Warendorf und Barentin in der Normandie; sieben Jahre später unterzeichneten das damals noch selbständige Freckenhorst und das ebenfalls in der Normandie gelegene Pavilly Partnerschaftsurkunden. Beide Städtepartnerschaften dienten gerade in den ersten Jahren ihres Bestehens der deutsch-französischen Aussöhnung nach dem Zweiten Weltkrieg.
Im Zuge des zusammenwachsenden Europas unterzeichneten auch die Bürgermeister des niederschlesischen Oleśnica, das frühere Oels (Polen) im Jahr 2002 Freundschaftsbriefe. Seit 2007 besteht eine Partnerschaft mit dem südenglischen Petersfield, das seinerseits ebenfalls Partnerstadt Barentins wurde. Allen Städtepartnerschaften gingen private Kontakte voraus.
Im Jahr 2001 wurde Warendorf das Europadiplom durch den Europarat in Straßburg verliehen. Als Begründung werden Warendorfs Verdienste um die deutsch-französische Beziehung genannt. Das Diplom gilt als erste von vier Auszeichnungsstufen zum Europapreis.
Darüber hinaus ist Warendorf Mitglied im Hansebund der Neuzeit.

## Sehenswürdigkeiten

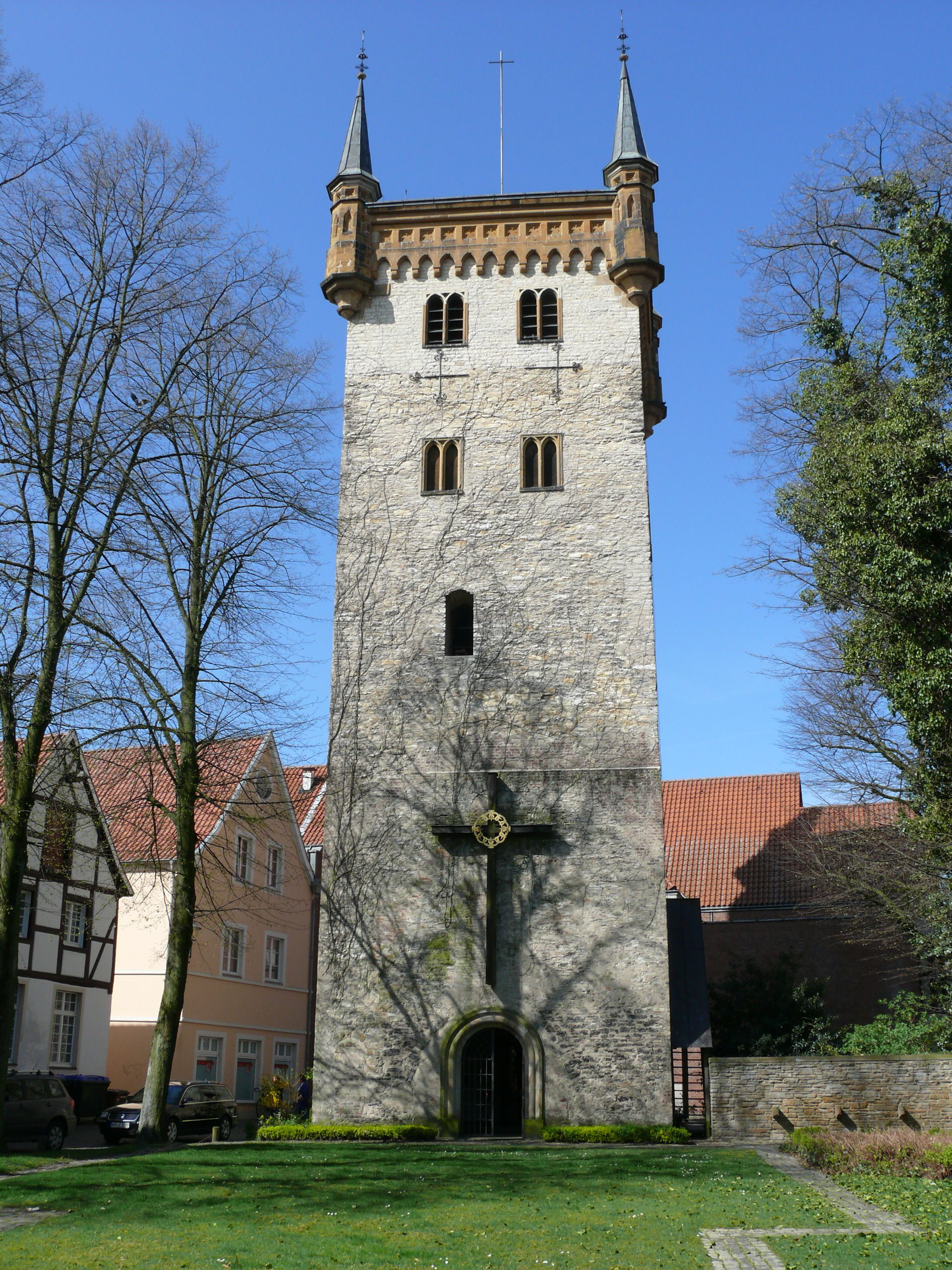
Gotischer Turm (circa 1200) der alten Marienkirche

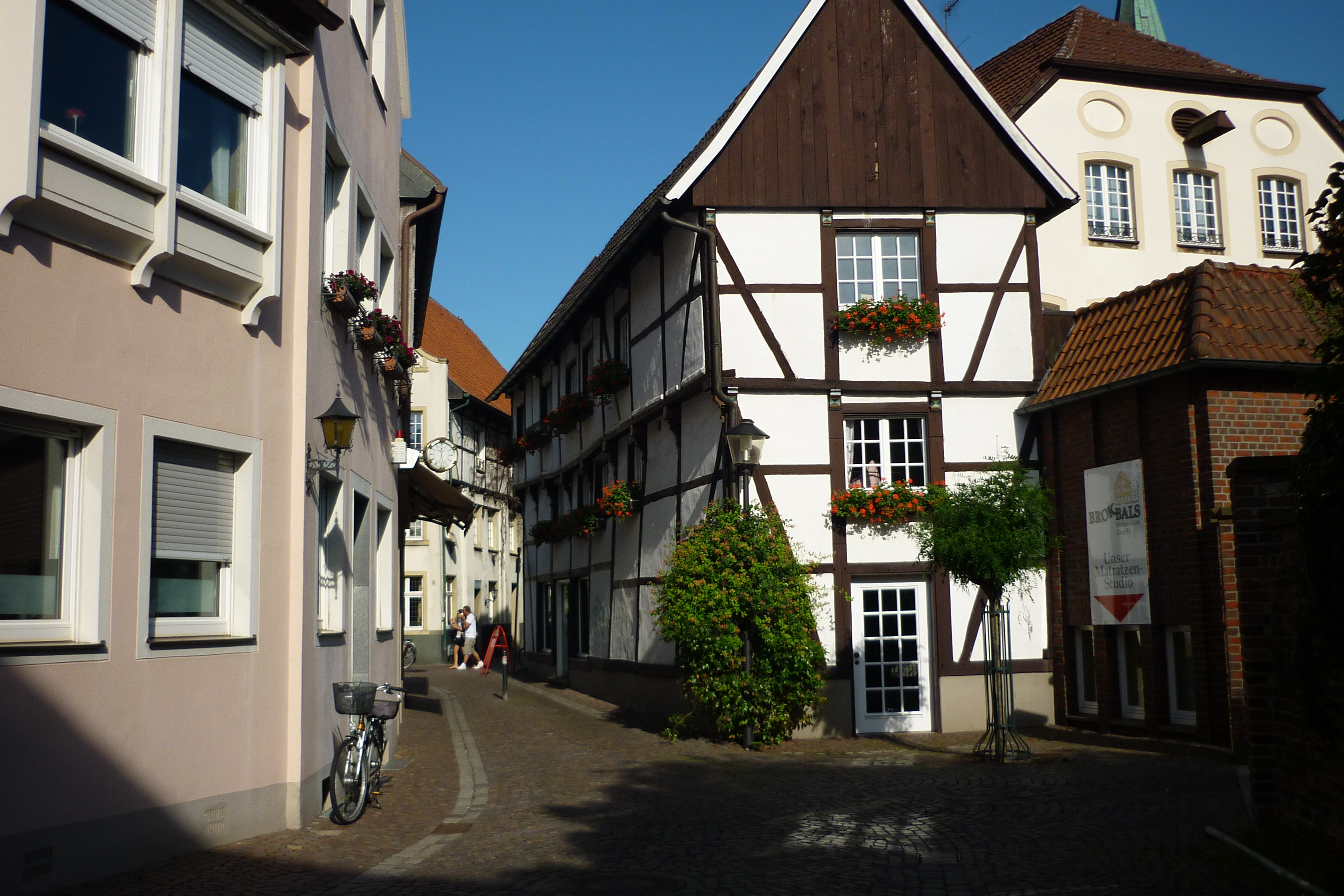
Die Lüningerstraße in der Altstadt

- Historische Altstadt mit Marktplatz, an dem Gebäude aus verschiedenen Jahrhunderten und Stilepochen zu sehen sind
- Marienkirche, neoromanische Basilika von 1911, daneben gotischer Kirchturm der alten Marienkirche (zirka 1200), Vesperbild (um 1400), Gnadenbild (18. Jahrhundert)
- Laurentiuskirche (errichtet nach dem Stadtbrand von 1404) mit Altarbild (1430)
- Nordrhein-Westfälisches Landgestüt Warendorf
- Stiftskirche in Freckenhorst (1129) (aus der Kunstgeschichte weithin bekannt, vor allem wegen des Taufbeckens)
- Dezentrales Stadtmuseum (mit Gadem am Zuckertimpen, Tapetensaal, Fabrikantenvilla Bispinck, historischem Rathaus und Torschreiberhaus)
- Theater am Wall (1950er Jahre Kino)
- Franziskanerkloster (1673) mit Kirche und Pforte (1683)
- evangelische Christuskirche von 1899
- Bentheimer Turm (letzter Turm der ehemaligen Stadtmauer)
- Halla-Denkmal (Bronze-Statue der Wunderstute Halla)

## Kultur

### Museen
- Westpreußisches Landesmuseum (hat Ende 2014 im ehemaligen Franziskanerkloster in Warendorf neu eröffnet)
- Dezentrales Stadtmuseum ist ein Zusammenschluss von verschiedenen Museumsstandorten innerhalb der Historischen Altstadt. Das Gadem Zuckertimpen 4 repräsentiert die Wohnsituation zweier einfacher Arbeiterfamilien in der Zeit um 1925.[17] In den Objekten Haus Bispinck und Klosterstraße 7 bieten die aufwändige Deckengestaltung zum einen und historische französische Bildtapeten sowie ein Biedermeier-Salon zum anderen einen Einblick in das Lebensumfeld zweier Fabrikantenfamilien. Das Torschreiberhaus am Osttor zeigt den Lebens- und Arbeitsbereich des letzten Warendorfer Torschreibers. Das Historische Rathaus am Markt ist der Informationsmittelpunkt für das Dezentrale Stadtmuseum. Neben dem Historischen Ratssaal zeigen die Stadt Warendorf und deren Kooperationspartner dort wechselnde Ausstellungen mit zeitgenössischer Kunst oder zu kulturgeschichtlichen Themen der Stadt und des Umlandes.
- Heinrich Friederichs Museum

### Musik
- Warendorfer Galeriekonzerte: 1982 gegründet.[18] Solisten und Ensembles nicht nur aus Deutschland musizieren in Warendorf im Sophiensaal.
- Symphonieorchester Warendorf: Das im Herbst 2006 gegründete Orchester erarbeitet symphonische Musik des 18., 19. und 20. Jahrhunderts. Pro Jahr wird ein Konzertprogramm erarbeitet und zumeist in Warendorf und Versmold aufgeführt. Unter dem Dach der Kreismusikschule Beckum-Warendorf handelt es sich um ein Ensemble, in dem ambitionierte erwachsene Musiker die Möglichkeit haben, den in jüngeren Jahren begonnenen Prozess der musikalischen Bildung fortzusetzen.
- Musik an St. Marien (Musik in der „Neuen Kirche“): Kirchenchor, Gospelchor, Kinderchor, Jugendchor, Musikfreunde St. Marien, regelmäßige Konzerte in der Marienkirche und im Pfarrsaal.
- Der Kammerchor Warendorf singt Konzerte mit geistlichen und weltlichen Inhalten.
- Freckenhorster Sommerkonzerte: Alljährlich am dritten Wochenende im August finden am Freitagabend vor der Kulisse von Schloss Westerholt im Ortsteil Freckenhorst Freiluftkonzerte statt.
- Open-Air-Konzerte im Freibad Warendorf.

### Theater

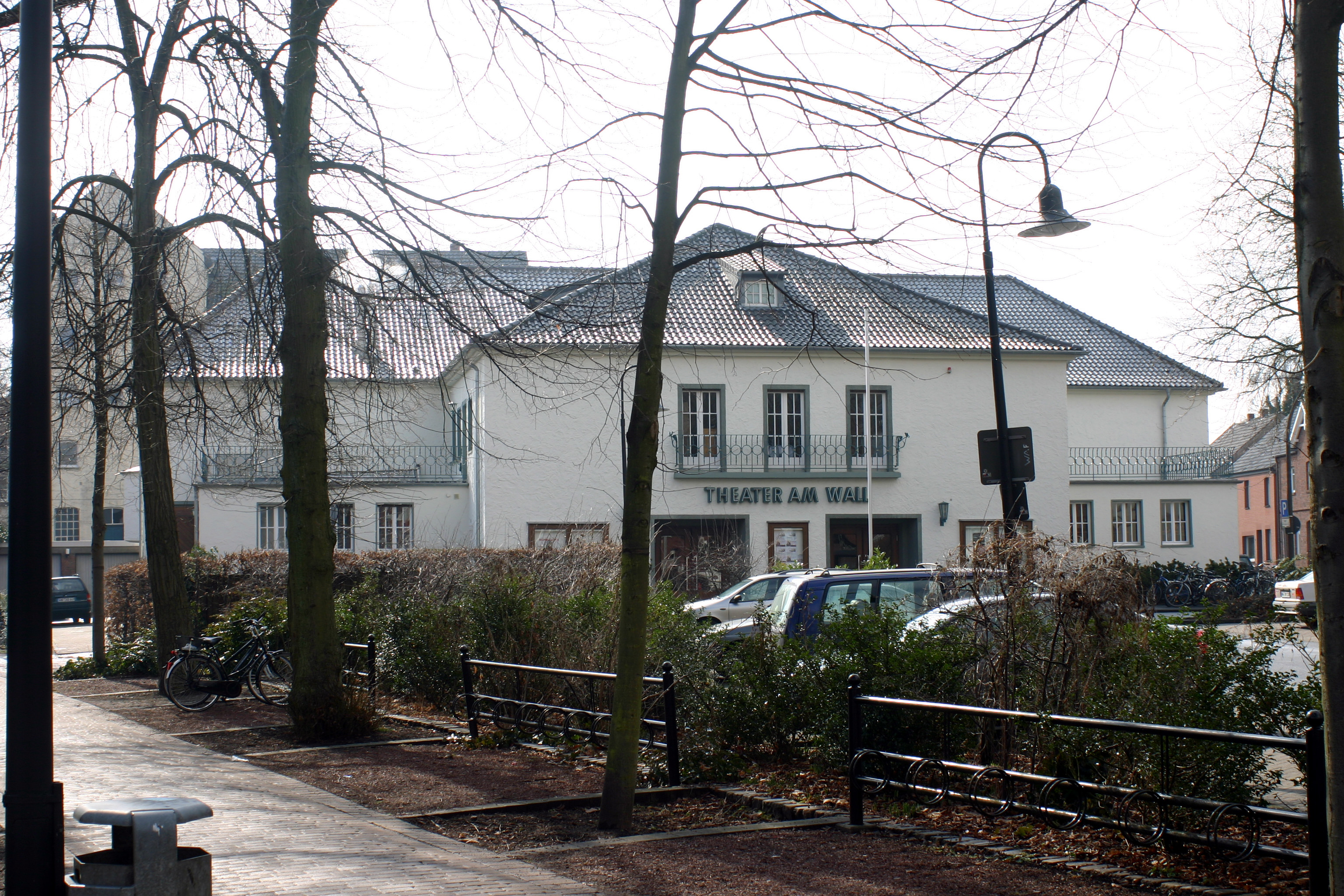
Theater am Wall

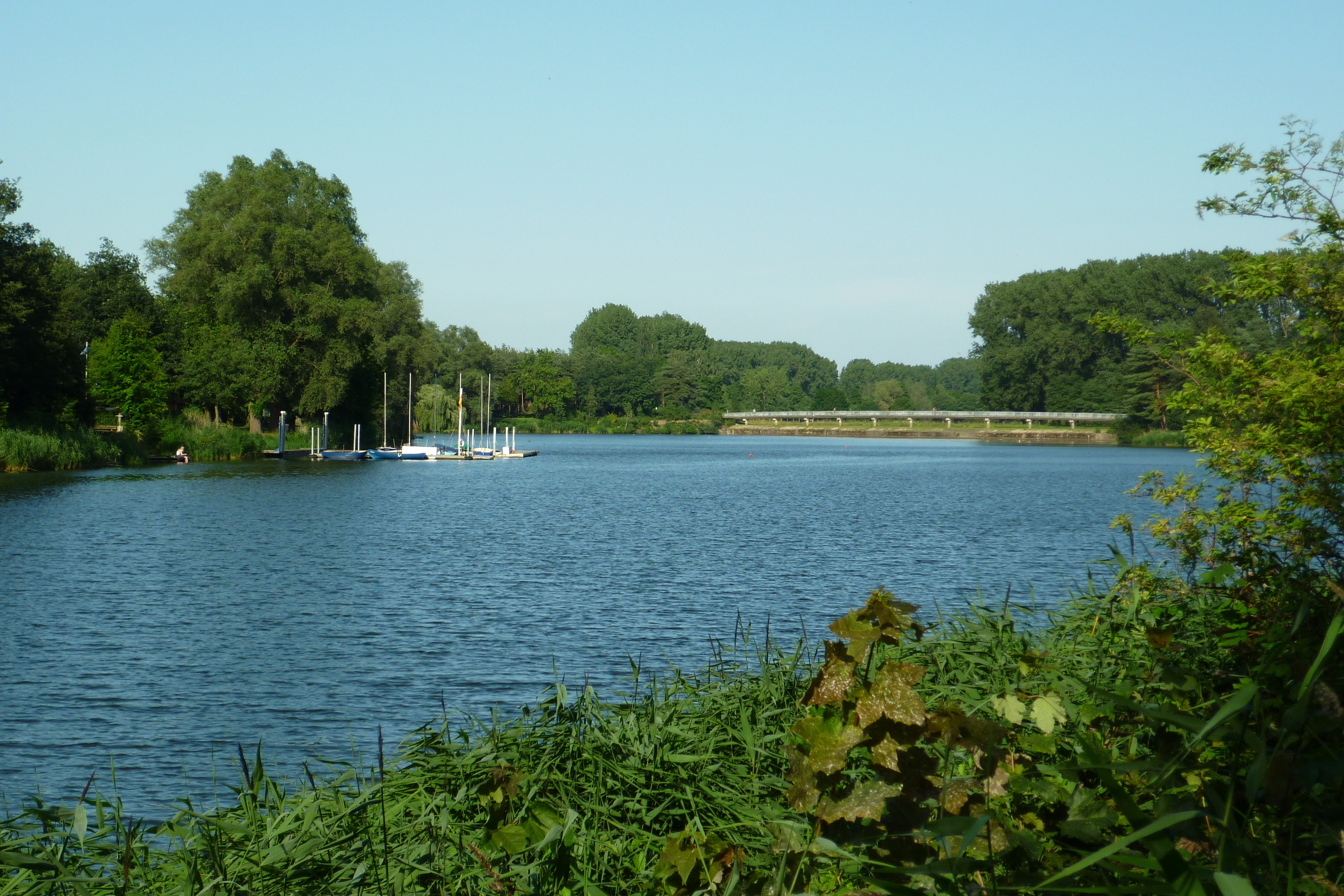
Emssee, im Hintergrund die Brücke/Trennung zum Fluss Ems

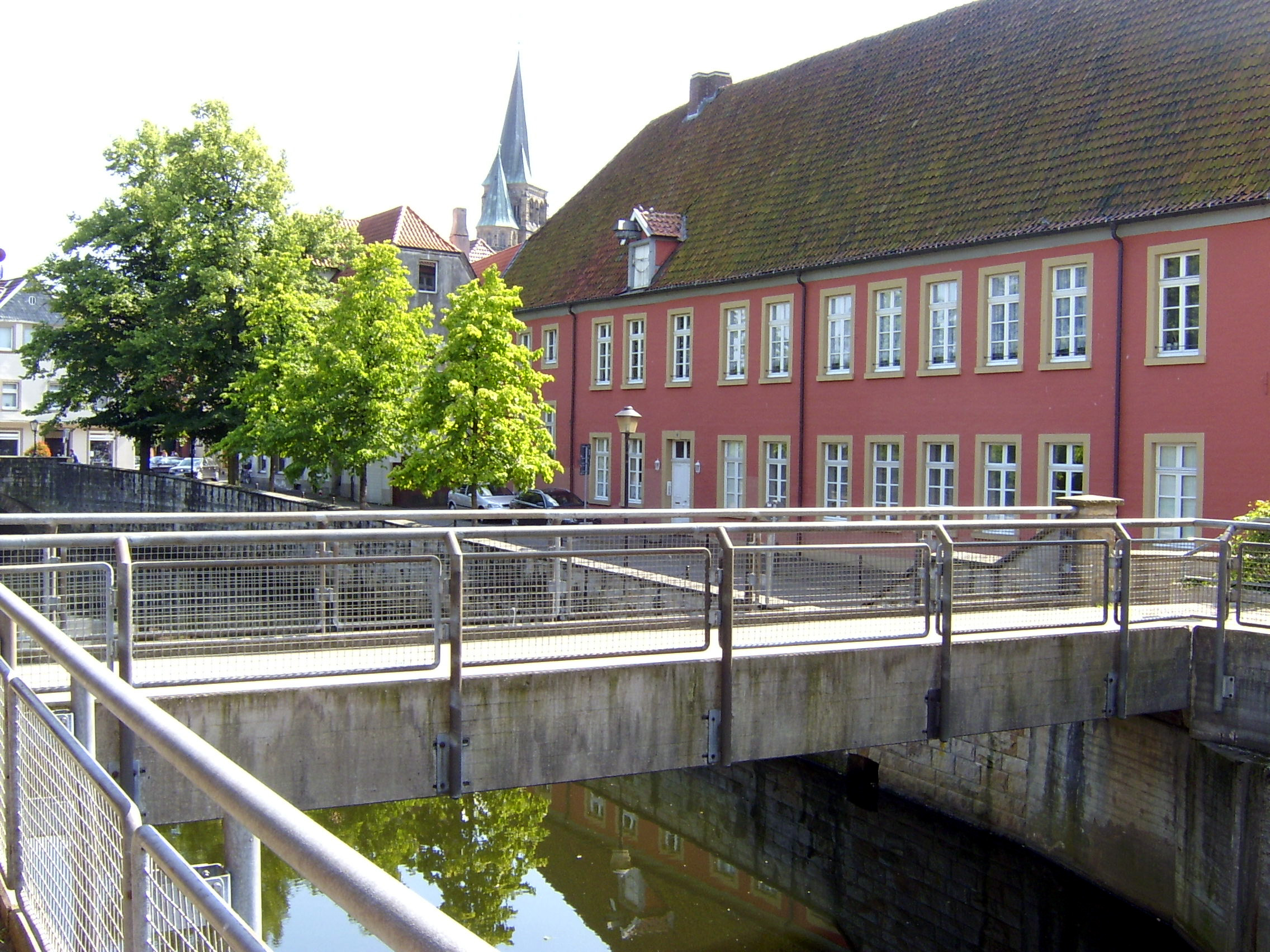
Blick auf die Altstadt von Warendorf vom Emsufer.

Das Theater am Wall wurde am 2. November 1950 als Lichtspielhaus eröffnet und wurde nach Einstellung des Kinobetriebs im Jahr 1990 von der Stadt Warendorf übernommen. Seit dem Jahr 1997 kooperieren die Stadt Warendorf und der Betreiberverein. Der Spielplan besteht aus den drei Säulen Schauspiel, Kleinkunst-Kabarett und Kindertheater.

### Freizeit
Radfahren und Reiten gehören zu den traditionellen Freizeitsportarten in Warendorf. Auf dem Stadtgebiet verlaufen der im Rahmen Regionale 2004 konzipierte und zum Teil neu gebaute EmsAuenWeg, ein Radwanderweg durch die Emsauen von Warendorf nach Rheine, und der Europaradwanderweg R1. Das Radwegnetz wird durch eine Vielzahl befestigter Wirtschaftswege und straßenbegleitende Radwege ergänzt. Außerdem wurden, ebenfalls als Projekt der Regionale 2004, 140 km Reitwege in und um Warendorf errichtet. Zudem gibt es in Warendorf einen Golfplatz, Gewässer für Angler und einen Campingplatz.
Der Warendorfer Emssee ist ein nahe der Altstadt gelegener Altarm der Ems, auf dem Wassersport getrieben werden kann. Die Stadt betreibt zwei Hallenbäder und ein Freibad. Das Freibad am Rande der Innenstadt auf der Emsinsel wurde im Jahr 2009 saniert.

### Sport
In Warendorf sind die Deutsche Reiterliche Vereinigung (FN), das der FN angeschlossene Deutsche Olympiade-Komitee für Reiterei (DOKR) und das Bundesleistungszentrum (BLZ) Reiten ansässig. Das nordrhein-westfälische Landgestüt, das 1826 als Preußisches Landgestüt gegründet wurde, hat seinen Sitz in Warendorf. Die Deutsche Reitschule ist ebenfalls in Warendorf auf dem Gelände des Landgestüts beheimatet.
Prominente Reiter wie beispielsweise Hans Günter Winkler haben oder hatten ihren Wohnsitz in Warendorf. Außerdem befindet sich mit dem Hof Schulze Niehues eine Fachschule für Reitausbildung in Warendorf.
Die Sportschule der Bundeswehr hat ebenfalls ihren Sitz in Warendorf. Auf deren Gelände befinden sich der Olympiastützpunkt Westfalen, als auch das Sportmedizinische Institut der Bundeswehr und ein Standort der Sportfördergruppe der Bundeswehr, in der bekannte Sportler wie Michael Groß, Thomas Hellriegel, Annika Mehlhorn, Ralf Eggert, Fatmire Bajramaj und Ursula Holl trainierten und trainieren. Die Deutschen Schwimmmeisterschaften fanden 1995 und 2002 in Warendorf statt.
Der größte Sportverein in Warendorf ist die Warendorfer Sportunion (WSU). Die erfolgreichste Abteilung der WSU ist der Volleyball. Die Damenmannschaft spielte in der 2. Bundesliga Nord, in der sie in der Saison 2004/2005 Vizemeister war. In der Saison 2007/08 mussten sie den Abstieg in die Regionalliga hinnehmen. Der Rollstuhlbasketballmannschaft des BBC Warendorf gelang in der Saison 2007/08 der Aufstieg in die 1. Bundesliga. Dieser wurde aus finanziellen Gründen abgelehnt.
Das Bundesligateam des 1986 gegründeten Surfclubs Warendorf wurde in der Saison 2008 Deutscher Meister.
2021 bewarb sich die Stadt als Host Town für die Gestaltung eines viertägigen Programms für eine internationale Delegation der Special Olympics World Summer Games 2023 in Berlin. 2022 wurde sie als Gastgeberin für Special Olympics Isle of Man ausgewählt. Damit wurde sie Teil des größten kommunalen Inklusionsprojekts in der Geschichte der Bundesrepublik mit mehr als 200 Host Towns.

### Archiv
Die Stadt Warendorf betrieb bis 1986 ein eigenes Stadtarchiv. Dann ging es in das Kreiszentralarchiv Warendorf über und liegt dort bis heute.

## Wirtschaft und Infrastruktur

### Wirtschaft
In Warendorf gab es mehrere Standorte größerer Unternehmen. So befand sich im Osten der Stadt die ehemalige Miele-Küchenfabrikation, die 2005 von der Arbonia-Forster-Gruppe übernommen und umbenannt wurde. Ferner gab es einen Baumarkt-Zulieferer in Warendorf, der neben der Unternehmenszentrale auch ein Logistikzentrum unterhielt. Beide Unternehmen wurden 2024 nach Insolvenz geschlossen.
Es gibt einen Holz- und Farbspezialisten.

### Verkehr

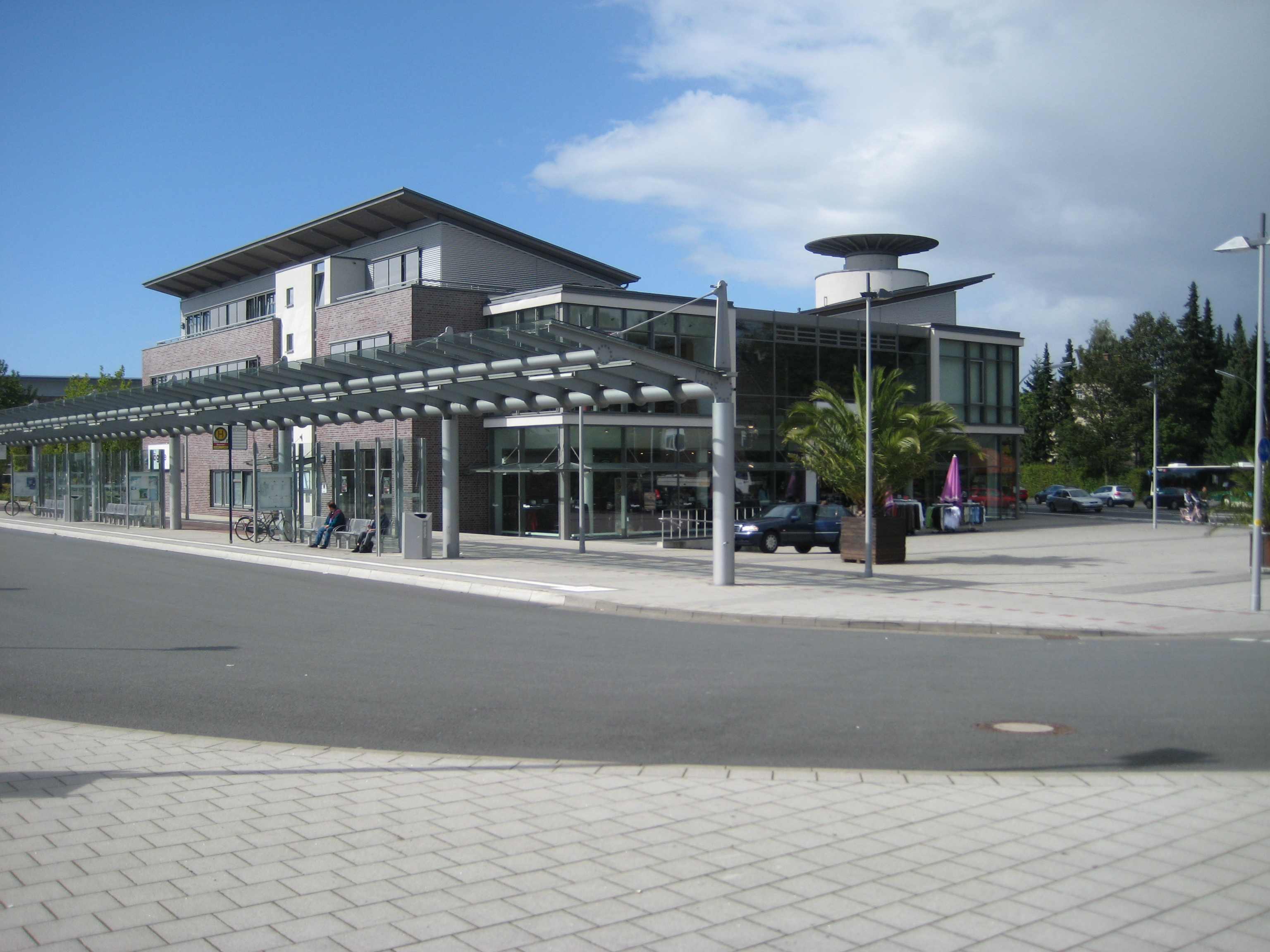
Einkaufszentrum am Warendorfer Bahnhof

Skulptur am Bahnhof

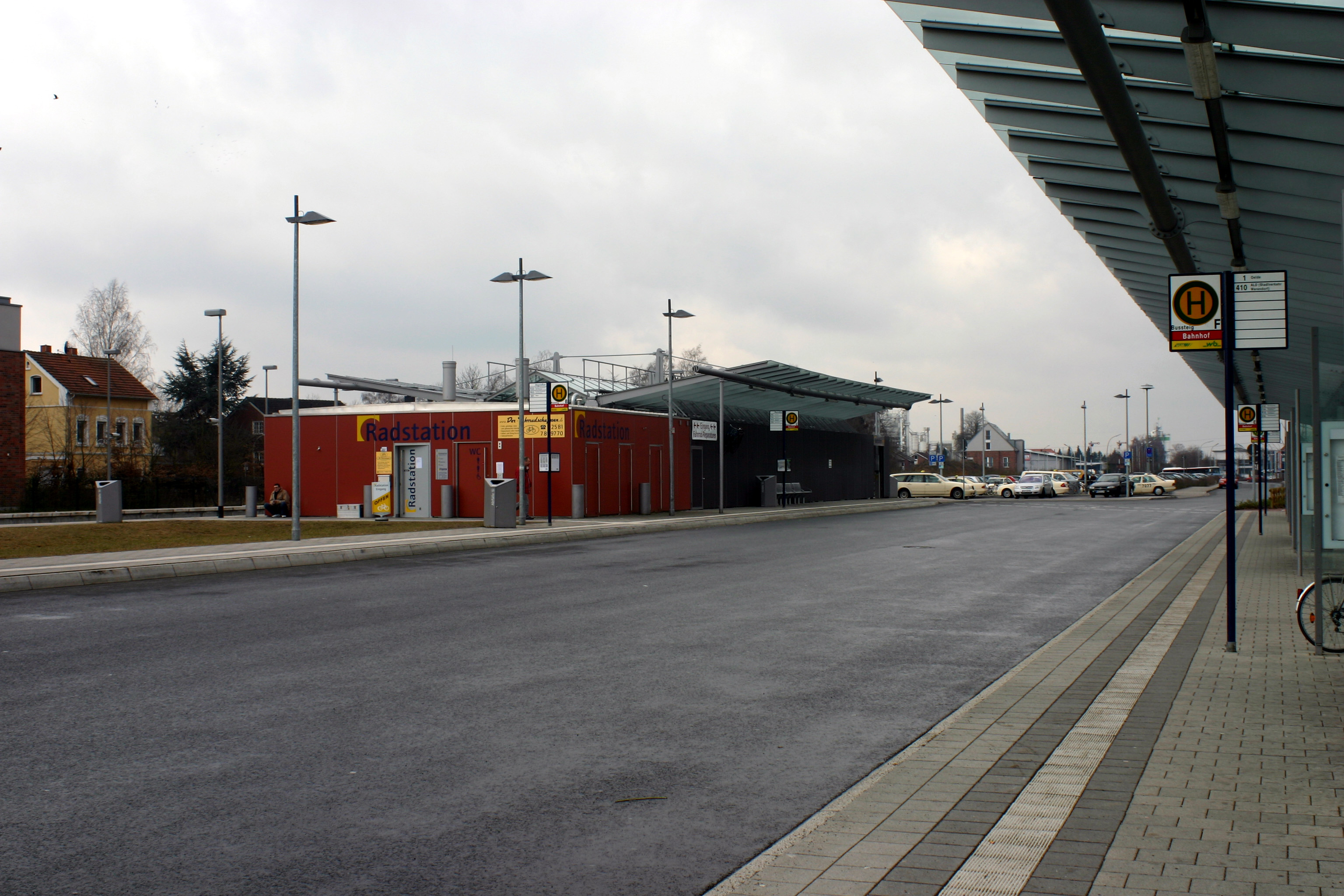
Fahrradstation am Bahnhof

Im Stadtgebiet kreuzen sich die Bundesstraßen 64 und 475. Während die B 475 östlich an Warendorf vorbeiführt, verläuft die B 64 südlich der Innenstadt entlang der Bahnlinie. Die jetzige B64-Trasse wurde als Ersatz gebaut, da die direkte Innenstadt dem Verkehr nicht mehr gewachsen war. Laut Bundesverkehrswegeplan 2003 besteht für eine Umgehungsstraße vordringlicher Bedarf. Die nächstgelegenen Autobahnen sind die A 2 und die A 33. Die Anschlussstellen Beckum bzw. Borgholzhausen sind etwa 25 km entfernt.
Der nächstgelegene internationale Flughafen ist der Flughafen Münster/Osnabrück, der etwa 35 km entfernt ist. Außerdem gibt es in Telgte den Flugplatz Münster-Telgte, einen Verkehrslandeplatz. Weitere internationale Flughäfen sind die Flughäfen Paderborn/Lippstadt (70 km), Dortmund (84 km), Düsseldorf (153 km), Bremen (170 km) und Weeze (185 km).
Anschluss an das Schienennetz besteht durch den Bahnhof Warendorf an der Bahnstrecke Münster–Rheda-Wiedenbrück sowie bis 1956 an der Bahnstrecke Neubeckum–Warendorf; ein weiterer Haltepunkt im Stadtteil Einen-Müssingen wurde im Dezember 2016 in Betrieb genommen. Bis Dezember 2006 gab es in der Bauerschaft Vohren einen Haltepunkt, der im Interesse der Reisegeschwindigkeit geschlossen wurde. Seit Dezember 2013 wird Warendorf im Stundentakt von Zügen der Linie RB 67 „Der Warendorfer“ bedient, die zwischen Münster und Bielefeld verkehren. Betreiber der Züge ist die Eurobahn.
| Linie | Verlauf | Takt   |
| ----- | --- | ------ |
| RB 67 | Warendorfer Bahn: Münster (Westf) Hbf – Telgte – Warendorf-Einen-Müssingen – Warendorf – Beelen – Clarholz – Herzebrock – Rheda-Wiedenbrück – Gütersloh Hbf – Isselhorst-Avenwedde (einzelne Züge morgens an Werktagen) – Bielefeld-Brackwede – Bielefeld Hbf Stand: Fahrplanwechsel Dezember 2021 | 60 min |

Neben dem Bahnhof befindet sich ein Omnibusbahnhof, von wo stündlich Regionalbusse nach Münster (über Telgte bzw. Freckenhorst, Everswinkel), Sassenberg, Ahlen und Beckum (über Freckenhorst, Westkirchen, Ennigerloh) fahren. Außerdem verbindet eine Schnellbuslinie den Warendorfer Süden und Freckenhorst im Stundentakt mit Münster.
Der Busverkehr wird von den Verkehrsunternehmen Westfalenbus und Regionalverkehr Münsterland durchgeführt. Es kommt der Westfalentarif zur Anwendung.
| Linie | Verlauf                                                      | Takt                                               | Betreiber                   |
| ----- | ------------------------------------------------------------ | -------------------------------------------------- | --------------------------- |
| S20   | Münster (Westf) Hbf – Everswinkel – Freckenhorst – Warendorf | 60 min                                             | Regionalverkehr Münsterland |
| S35   | Ahlen – Tönnishäuschen – Hoetmar – Freckenhorst – Warendorf  | 20/60 min (Mo–Fr), 60 min (Sa), Drei Buspaare (So) | Westfalenbus                |
| R11   | Münster (Westf) Hbf – Telgte – Einen Müssingen – Warendorf   | 20/60 min (Mo–Fr), 60 min (Sa–So)                  | Westfalenbus                |
| R14   | Telgte – Westbevern – Ostbevern – Milte – Warendorf          | 20/60 min (Mo–Fr), 60 min (Sa), 120 min (So)       | Westfalenbus                |
| R23   | (R22 Münster –) Everswinkel – Freckenhorst – Warendorf       | 60 min (Mo–Fr), 120 min (So)                       | Regionalverkehr Münsterland |
| R63   | Warendorf – Freckenhorst – Westkirchen – Ennigerloh          | 60 min mit Verstärkern (Mo–Sa), 120 min (So)       | Regionalverkehr Münsterland |

Zahlreiche Radwanderwege führen durch Telgte, u. a. der Emsradweg (verläuft vom Teutoburger Wald bis zur Nordsee), der Europaradweg R1 (von Frankreich bis nach Russland), die Grenzgängerroute, die Radroute Historische Stadtkerne und die 100 Schlösser-Route.

### Gesundheitswesen
Das von einer freigemeinnützigen Stiftung betriebene Josephs-Hospital ist ein Krankenhaus mit 241 Betten. Es befindet sich rechts der Ems im Norden der Stadt in Nachbarschaft zur Bundeswehr-Sportschule mit dem zugehörigen Zentrum für Sportmedizin. Das Josephs-Hospital ist akademisches Lehrkrankenhaus der Westfälischen Wilhelms-Universität Münster. Es verfügt über die Fachabteilungen Allgemein- und Gefäßchirurgie, Orthopädie und Unfallchirurgie, Innere Medizin, Kardiologie, Gynäkologie, Anästhesiologie, Urologie und Hals-Nasen-Ohrenheilkunde. Eingriffe im Bereich der Mund-, Kiefer- und Gesichtschirurgie, der Ophthalmologie (Augenheilkunde), sowie ein großes Spektrum plastisch-chirurgischer Eingriffe werden ambulant durchgeführt. Jährlich werden zirka 13500 stationäre Patienten als auch rund 25000 ambulante Patienten versorgt. Das Josephs-Hospital stellt als Klinikum im medizinischen Sektor eine der wenigen konfessionslos-privaten Stiftungen im Münsterland dar. Mit rund 940 Mitarbeitern zählt die Klinik zu den größten Arbeitgebern der Stadt. Im Krankenhaus befindet sich die Notdienstzentrale der niedergelassenen Ärzte. Ein Gesundheitszentrum mit niedergelassenen Ärzten verschiedener Fachrichtungen wurde durch die Stiftung errichtet. In der Stadt Versmold im Kreis Gütersloh betreibt die Stiftung ein Medizinisches Versorgungszentrum (MVZ) mit mehreren Fachärzten. Außerdem befindet sich in Warendorf eine psychiatrische Tagesklinik unter der Trägerschaft des St. Rochus-Hospitals Telgte.

### Bildung
In Warendorf sind folgende Schulformen vertreten
- acht Grundschulen: Laurentiusschule, Bodelschwinghschule, Josefschule, Overbergschule, Everwordschule Freckenhorst, W.- Achtermann-Schule Milte, Grundschule Einen, Dechant-Wessing-Schule Hoetmar
- eine Gesamtschule: Städtische Gesamtschule Warendorf
- eine Realschule: Johann-Heinrich-Schmülling-Schule (bischöfliche Realschule)
- zwei Gymnasien: Gymnasium Laurentianum, Mariengymnasium
- drei Förderschulen: Franziskusschule (Schwerpunkt Lernen), Heinrich-Tellen-Schule (Schwerpunkt geistige Entwicklung), Astrid-Lindgren-Schule (Schwerpunkt Sprache)
- zwei berufsbildende Schulen: Die Europaschule Paul-Spiegel-Berufskolleg des Kreises Warendorf und Edith-Stein-Kolleg (staatlich anerkanntes Fachseminar für Altenpflege, staatlich anerkanntes Fachseminar für Familienpflege und Schule für Podologie)

Die meisten Schulen befinden sich in städtischer Trägerschaft. Weitere Schulträger sind der Kreis Warendorf (Astrid-Lindgren-Schule und Berufskolleg), der Caritasverband im Kreisdekanat Warendorf (Heinrich-Tellen-Schule und Edith-Stein-Kolleg) und das Bistum Münster (Johann-Heinrich-Schmülling-Schule).
Ein wichtiger Partner der Schulen bei der Leseförderung ist die Stadtbücherei Warendorf. Das „Haus mit vielen Seiten“ in der Kurzen Kesselstraße 17 versteht sich als Bildungseinrichtung und Informationsdienstleister für alle Bürger Warendorfs.

### Feuerwehr
Die Freiwillige Feuerwehr Warendorf besteht neben einer Jugendfeuerwehr, drei Kinderfeuerwehren und sechs Ehrenabteilungen aus
sieben aktiven Löschzügen:
- Löschzüge 1 und 2 Kernstadt Warendorf
- Löschzug      3 Ortsteil Freckenhorst
- Löschzug      4 Ortsteil Hoetmar
- Löschzug      5 Ortsteil Milte
- Löschzug      6 Ortsteil Einen
- Löschzug      7 Ortsteil Vohren

Diese sieben Löschzüge des Stadtverbandes der Feuerwehr Warendorf bestehen aus insgesamt 291 aktiven Feuerwehrleuten und verfügen über 48 Lösch- und Sonderfahrzeuge (Stand: 2021).

## Persönlichkeiten

### Ehrenbürger
- Hermann Göring (1893–1946), Nationalsozialist (2001 gestrichen)
- Heinrich Blum (1909–1964), Lehrer am Gymnasium Laurentianum, übergab Warendorf nach dem Zweiten Weltkrieg an US-amerikanische Truppen
- Hans Kluck (1921–1990), Bürgermeister von 1964 bis 1980, Mitbegründer der Städtepartnerschaft zu Barentin (Frankreich)
- Günther Drescher (1926–2010), Altbürgermeister
- Josef Höchst (1907–1996), Mitglied des Bundestages, unter seiner Mitwirkung blieb Warendorf 1975 Kreisstadt
- Hugo Spiegel (1905–1987), Vater von Paul Spiegel, Holocaust-Überlebender und herausragender Vertreter der Jüdischen Gemeinde Warendorf
- Richard Winkels (1920–2009), stellvertretender Landtagspräsident, Präsident des Landessportbundes NRW und Träger des Bundesverdienstkreuzes[28]
- Paul Spiegel (1937–2006), von 2000 bis 2006 Präsident des Zentralrates der Juden in Deutschland
- Heinrich Windelen (1921–2015), 1969 Vertriebenenminister und von 1983 bis 1987 Bundesminister für innerdeutsche Beziehungen
- Hans Günter Winkler (1926–2018), erfolgreicher Springreiter (mehrfacher Olympiasieger 1956–72)

### Söhne und Töchter der Stadt
- Johann Hermann Budde (1735–1805), Schreineramtsmeister, Mitinitiator der Warendorfer Marienbögen in Anlehnung an die Wiener Triumphbögen zu Ehren der Kaiserin Maria Theresia[29]
- Johann Heinrich Schmülling (1774–1851), Domherr und Hochschullehrer an der Universität Münster
- Peter Budde (1781–1848), Schreinermeister, entscheidender Gestaltgeber und Bildhauer einiger Mariä-Himmelfahrts-Bögen[29]
- Christoph Bernhard Schlüter (1801–1884), Dichter und Philosoph
- Johann Heinrich Kalthoff (1803–1839), Hebraist, Pädagoge und Hochschullehrer
- Heinrich Schilking (1815–1895), Landschaftsmaler
- Constantin Lender (1828–1888), Mediziner
- Franz Darpe (1842–1911), Historiker
- Franz Joseph Wilhelm Kappelhoff (1843–1907)[30], Großvater der Sängerin und Schauspielerin Doris Day[31]
- Rudolf Schrakamp (1856–1941), preußischer Landrat im Landkreis Bitburg
- Heinrich Stockmann (1859–1906), Bildhauer
- Anton Schmeddinghoff (1869–1942), katholischer Theologe und Priester, Gymnasiallehrer, Heimatforscher und Autor
- Sophie Rogge-Börner (1878–1955), Schriftstellerin
- Christoph Flaskamp (1880–1950), Dichter, Journalist und Sachbuchautor
- Franz Josef Pruys (1887–1944), Redakteur und Journalist
- Franz Wulf (1895–1940), Verleger
- Josef Otto Plassmann (1895–1964), Germanist und SS-Obersturmbannführer
- Josef Heinermann (1895–1956), Bürgermeister von Warendorf nach dem Zweiten Weltkrieg
- Bernhard Sprengel (1899–1985), Schokoladenfabrikant und Kunstmäzen (Sprengel-Museum, Hannover)
- Julius Angerhausen (1911–1990), von 1959 bis 1986 Weihbischof in Essen
- Paul Schallück (1922–1976), Schriftsteller, Namensgeber des großen Saals im Warendorfer Theater
- Friedrich Vogel (1929–2005), von 1982 bis 1987 Staatsminister beim Bundeskanzler († in Warendorf)
- Gustav Trampe (1932–2006), Fernsehjournalist
- Hans Grotegut (1939–2014), Radrennfahrer und Schrittmacher
- Karl Heinz Neufeld (* 1939), Jesuit und Fundamentaltheologe
- Rainer A. Krewerth (1943–2003), Schriftsteller und Journalist
- Peter Heine (* 1944), Islamwissenschaftler
- Thomas Meinertz (* 1944), Kardiologe, Hochschullehrer und Präsident der Deutschen Gesellschaft für Kardiologie
- Ludger Heid (* 1945), Neuzeithistoriker
- Ulrich Pauly (* 1948), Japanologe und Volkskundler
- Ulrike Halbe-Bauer (* 1949), Schriftstellerin und Übersetzerin
- Peter Ottmann (* 1951), Landrat des Kreises Viersen
- Annette Kreft (* 1954), Schauspielerin
- Hans-Werner Senfft (* 1954), Politiker
- Thomas Oppermann (1954–2020), Politiker (SPD) und Vizepräsident des Deutschen Bundestages
- Benno Scharpenberg (* 1957), Jurist
- Susanne Windelen (* 1959), Bildhauerin und Professorin
- Andreas Ridder (* 1964), Fußballspieler
- Klaus Welle (* 1964), Generalsekretär des EU-Parlamentes
- Christoph Jungemann (* 1965), Professor für Elektrotechnik an der RWTH Aachen[32]
- Feline Lang (* 1974), Schauspielerin, Regisseurin, Sängerin und Schriftstellerin
- Frank Ostholt (* 1975), Vielseitigkeitsreiter (Olympiasieger), Leiter des DOKR-Bundesleistungszentrums Reiten
- Jörg Wittwer (* 1975), Psychologe und Bildungsforscher, sowie Hochschullehrer
- Mark Mietzner (* 1978), Professor für Bank- und Finanzwirtschaft, seit 2019 Rektor der Hochschule für Technik, Wirtschaft und Kultur in Leipzig
- Andreas Ostholt (* 1978), Vielseitigkeitsreiter
- Michael Höckelmann (* 1981), Sinologe
- Jan-Christian Zeller (* 1981), Fernseh- und Hörfunk-Moderator
- Maximilian Schulze Niehues (* 1988), Fußballspieler
- Lars Tönsfeuerborn (* 1990), Podcaster, Gewinner von Prince Charming
- Max Lippert (* 2006), Fußballspieler

### Persönlichkeiten, die in der Stadt gewirkt haben
- Franz Heinrich Bispink (1749–1820), Schriftsteller und Verleger
- Hermann Joseph Brinkhaus (1819–1885), Textilindustrieller, ab 1843 in Warendorf
- Hugo Linderath (1828–1906), Franziskanerbruder und Bildhauer
- Gustav Rau (Hippologe) (1880–1954), verlegte 1950 das Deutsche Olympiade-Komitee für Reiterei nach Warendorf, war 1950–1954 für die ehem. Wehrkreis Reit- und Fahrschule tätig. Nach ihm ist die Dr. Rau-Allee benannt.
- Anton Aulke (1887–1974), bedeutender Vertreter mundartlicher Dichtung im Münsterland; Abitur und Lehrertätigkeit am Gymnasium Laurentianum
- Emil Reimers (* 1912 in Emden), Reiseschriftsteller und Journalist, lebte in Warendorf[33]
- Josef Homeyer (1929–2010), von 1983 bis 2001 Bischof von Hildesheim, hat in Warendorf auf dem Gymnasium Laurentianum Abitur gemacht und war zwischen 1958 und 1961 Kaplan in St. Joseph, Warendorf.
- Guido Maria Kretschmer (* 1965), deutscher Modedesigner, der in Einen aufgewachsen ist
- Elpidius Markötter (1911–1942), Franziskaner, NS-Opfer
- Georg Segler (1906–1978), deutscher Agrarwissenschaftler, Ingenieur, Autor und Erfinder
- Hugo Spiegel (1905–1987), Vater von Paul Spiegel und Zionist im Münsterland nach dem Holocaust
- Kuno Stierlin (1886–1967), Komponist
- Franz-Joseph Zumloh (1764–1854), Stifter des Josephs-Hospitals
- Joseph Zumloh (1806–1879), Warendorfer Kaufmann, Bürgermeister und Abgeordneter
- Luigi Colani (1928–2019), Designer, residierte zeitweise auf Schloss Harkotten bei Warendorf
- Paul Leidinger (* 1932), Historiker und in Warendorf wirkender Heimatforscher
- Ernst Mareczek (1937–2007), Fußballtrainer und Unteroffizier an der Sportschule der Bundeswehr
- Theofried Baumeister OFM (* 1941), Patrologe und Kirchenhistoriker, studierte an der franziskanischen Ordenshochschule in Warendorf
- Harald Norpoth (* 1942), Leichtathlet, unterrichtete 1971–2002 an der Sportschule der Bundeswehr
- Bernd Kannenberg (1942–2021), Olympiasieger, langjähriger Unteroffizier an der Sportschule der Bundeswehr

### Personen, die von der Stadt öffentlich geehrt werden
- Carl-Friedrich von Langen, Namensgeber einer Straße - Ratsbeschluss 10.7.2025: Wegen NS-Vergangenheit wird die Straße umbenannt.

## Regelmäßige Veranstaltungen

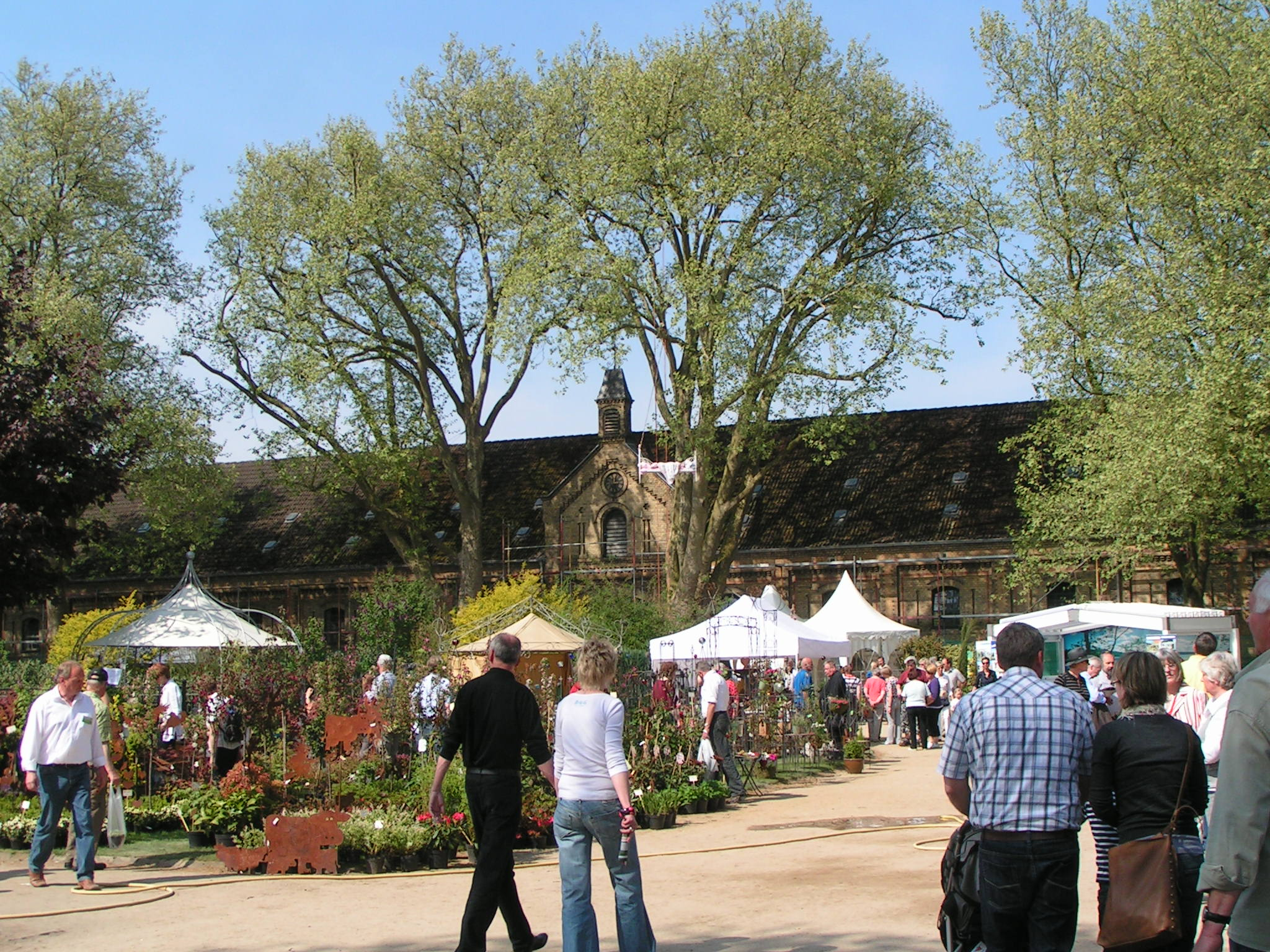
Gartenfestival auf dem Gelände des Landgestüts Warendorf

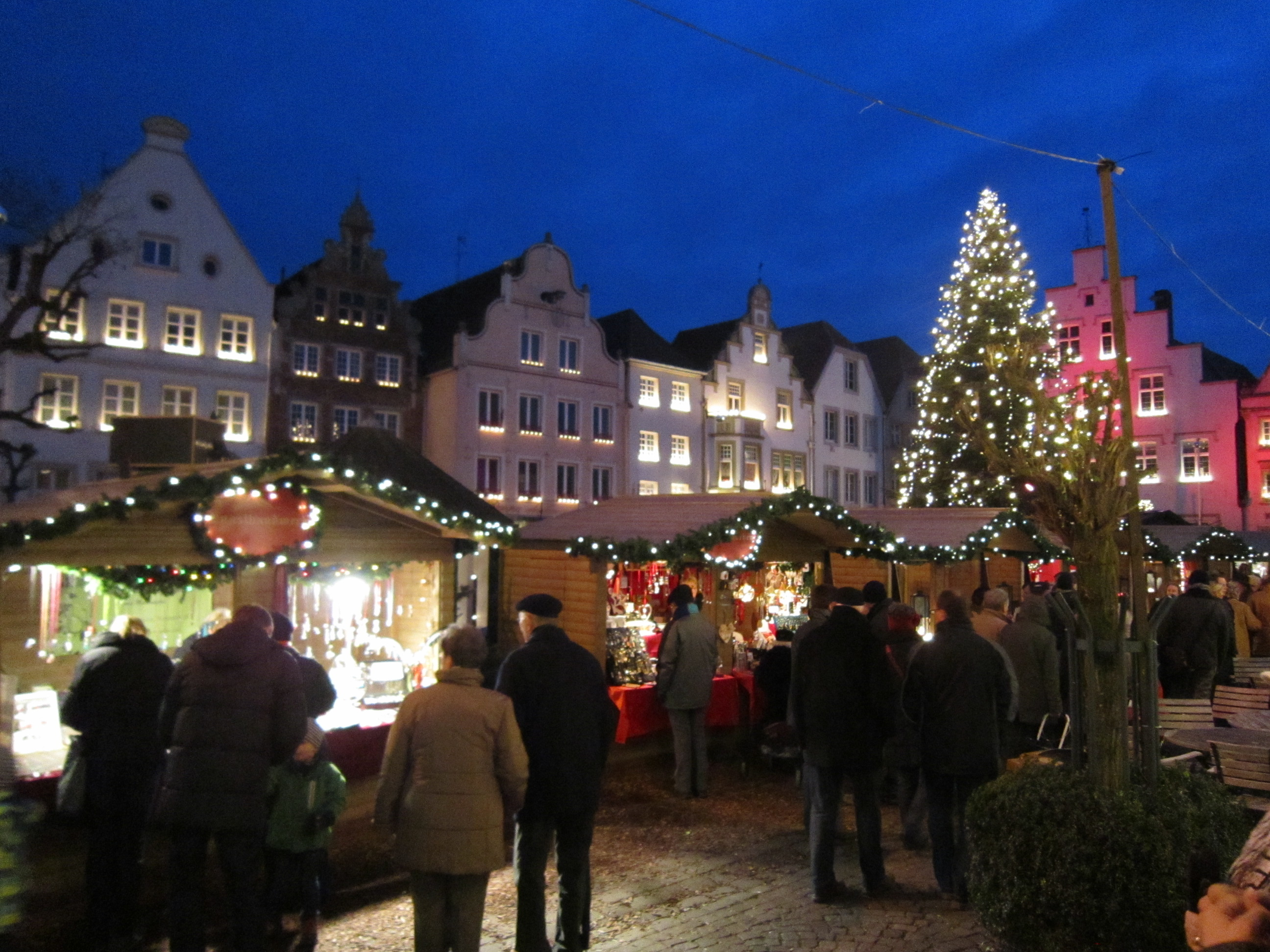
Weihnachtsmarkt auf dem Marktplatz

- März/April: Frühlingserwachen verkaufsoffener Sonntag
- Juni: Warendorfer Weinstraße (Dreitägiges Weinfest am Emssee)
- Juli: Mittelalterliches Marktfest[34]
- Juli: Warendorfer Sommerzone
- Mitte August:      Mariä Himmelfahrt mit neun Marienbögen und viertägiger großer Kirmes und Illumination der Altstadt mit „Bungen“
- Mitte August:      Freckenhorster Sommerkonzerte Schloss Westerholt
- August:            Symphonie der Hengste, Emsflimmern (Open-Air-Kino)
- August/September:  Bundeschampionat der Nachwuchspferde
- August/September:  Warendorfer Pferdenacht[35]
- September/Oktober: Warendorfer Hengstparade
- Oktober:           Fettmarkt mit fünftägiger großer Kirmes, verkaufsoffener Sonntag und Altstadttrödel
- November/Dezember: Weihnachtsmarkt Warendorfer Weihnachtswäldchen
- September bis März Kammermusikreihe „GALERIEKONZERTE“

## Sonstiges
Die Stadt Warendorf war am 26. Mai 1965 Sieger der ersten Ausgabe von „Spiel ohne Grenzen“. Das Team Warendorf gewann in der von Arnim Dahl moderierten Spielshow (Camillo Felgen wirkte zunächst nur als Dolmetscher mit) gegen das Team aus Dax mit 4:0 Punkten und konnte sich für das Halbfinale am 18. August 1965 qualifizieren, schied aber dort knapp gegen die belgische Mannschaft aus Ciney aus.